# 杜銓
杜铨，字士衡，京兆郡杜陵县（今陕西省西安市雁塔区曲江街道杜邑遗址）人，南北朝北魏官员。高祖父西晋杜预，曾祖父杜躋，祖父杜冑，父亲後燕秘書監杜嶷。
杜铨在赵郡居住，凭借学识立身，与卢玄、高允等人一同被北魏朝廷录用，担任中书博士。明元密皇后杜氏的父亲杜豹在濮阳去世后，魏太武帝打算在邺城为其举行葬礼，于是让司徒崔浩寻访天下杜氏中名望较高的人。崔浩回复说京兆杜氏名望甚高。太武帝进而要求从京兆杜氏中挑选一位长老担任宗正，主持杜豹的葬礼，崔浩便推荐了在杜氏中地位最尊崇的杜铨。杜铨被征召入朝，担任宗正一职，他与阳平王杜超的儿子杜道生一同前去迎接杜豹的灵柩，将其安葬在邺城以南。此后，杜铨与杜超往来如同亲属一般，他还听从杜超的劝说，将住所从赵郡迁到了魏郡。后来，杜铨历任散骑侍郎、中书侍郎，被授予新丰侯的爵位。他去世后，被追赠平南将军、相州刺史之职，追封为魏县侯，谥号为宣。其子杜振，字季元，官至中書博士。